# Neoneura kiautai
Neoneura kiautai är en trollsländeart som beskrevs av Machado 2007. Neoneura kiautai ingår i släktet Neoneura och familjen Protoneuridae. Inga underarter finns listade i Catalogue of Life.